# Niederwürschnitzer Weihnachtsberg

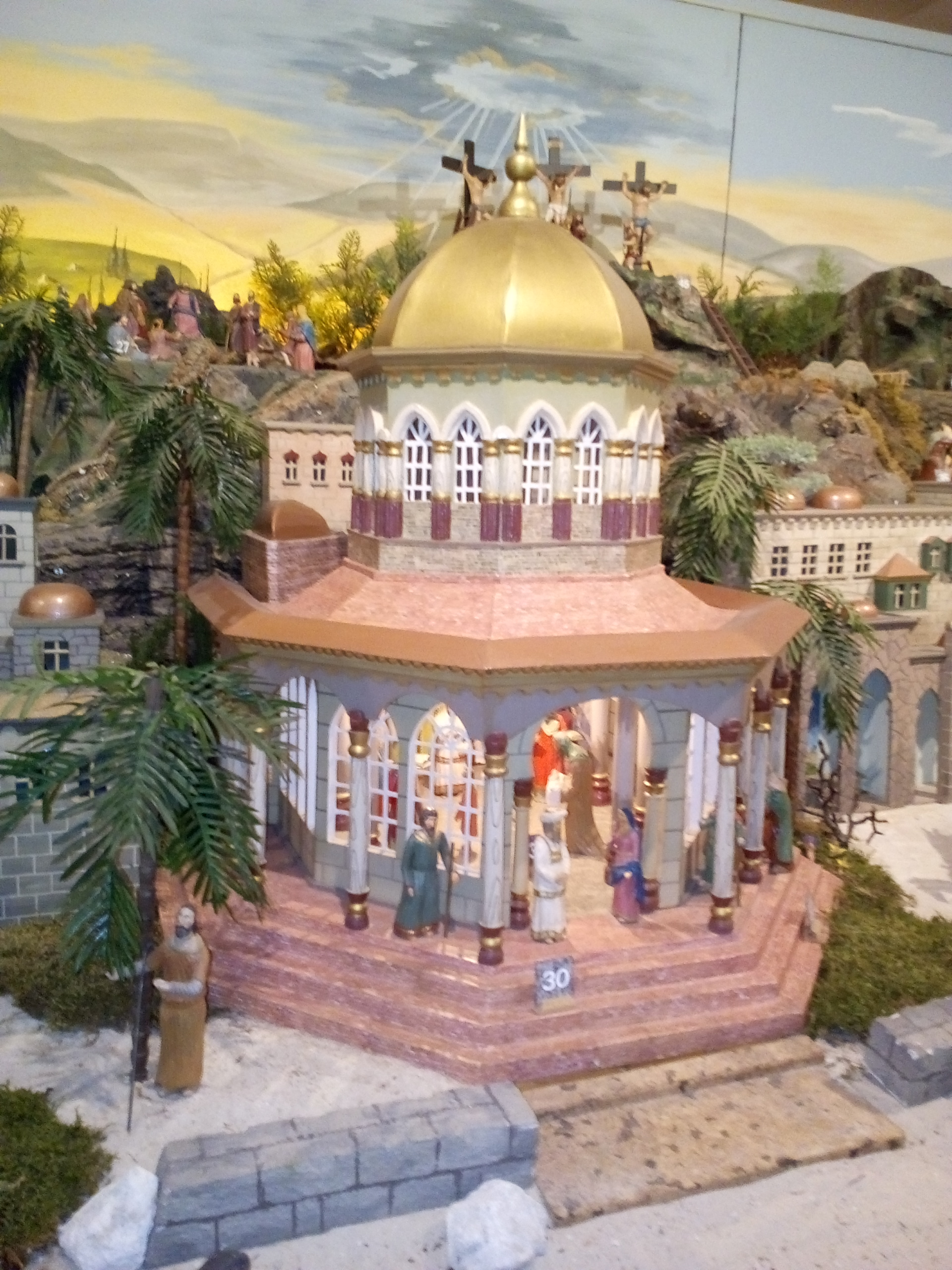
Tempel zu Jerusalem

Der Niederwürschnitzer  Weihnachtsberg ist ein mechanischer Weihnachtsberg in der Gemeinde Niederwürschnitz im Erzgebirgskreis.

## Entstehung
Im Jahr 1892 wurde im erzgebirgischen Niederwürschnitz der  Weihnachtsbergverein Niederwürschnitz gegründet. Das Ziel der fünf Gründungsmitglieder war der Bau eines orientalisch-mechanischen Weihnachtsberges.
Der Weihnachtsberg zeigte auf 43 Quadratmeter 58 biblische Bilder mit beweglichen Figuren. Die 395 Figuren wurden selbst geschnitzt und 290 der Figuren waren beweglich.
Der damalige Weihnachtsberg wurde 1948 das letzte Mal ausgestellt.

## Jetziger Weihnachtsberg
1992 wurde von Niederwürschnitzer Heimatfreunden Reste des Berges gesichert und restauriert. Der jetzt zu sehende Weihnachtsberg zeigt auf 26 Quadratmetern 48 biblische Bilder mit 410 geschnitzten Figuren, 138 beweglich und 54 Gebäude.
Auf den Bildern wird das Weihnachtsgeschehen, das Leben von Jesus Christus von der Geburt bis zu seiner Kreuzigung und Auferstehung dargestellt.

## Bilder
1. Nazareth
2. Verkündigung der Maria
3. Marias Besuch bei Elisabeth
4. Joseph fragt nach Herberge
5. Die Weisen auf dem Weg nach Bethlehem
6. Hirte mit weidender Schafherde
7. Die Geburt Jesu
8. Kamele an der Tränke
9. Treibende Schafherde
10. Jesus am See Genezareth
11. Der reiche Fischzug
12. Jesus stillt den Sturm
13. Vom guten Hirten und seinen Schafen
14. Ruhende Kamele
15. Verkündigung an die Hirten
16. Blasende Hirte
17. Die Hirten auf dem Felde
18. Engel erscheint Joseph im Traum
19. Die Weisen vor Herodes
20. Flucht nach Ägypten
21. Gespräch mit Nikodemus
22. Hochzeit in Kana
23. Händler auf dem Weg nach Jerusalem
24. Auferweckung des Jünglings zu Naïn
25. Ruine mit Palmgruppe und Weide
26. Auferweckung Jaïrus Töchterlein
27. Die Bergpredigt
28. Jesus am Teich Bethesda
29. Jerusalem
30. Tempel zu Jerusalem
31. Der zwölfjährige Jesus im Tempel
32. Maria und Joseph suchen Jesus
33. Händler
34. Zwei Blinde rufen Jesus an
35. Die Taufe Jesus
36. Gespräch Jesus mit der Samariterin
37. Abendmahl
38. Jesus Gebetskampf
39. Die Gefangennahme
40. Die Weisen auf dem Weg zu Herodes
41. Gerichtshaus des Pilatus
42. Die Verurteilung
43. Kreuzzug
44. Schafsgruppe
45. Kreuzigung Christi
46. Die Auferstehung
47. Magdalena sucht den Herrn
48. Himmelfahrt Christi[1]